# District de Haguenau
Le district de Haguenau est une ancienne division territoriale française du département du Bas-Rhin de 1790 à 1795.
Il était composé des cantons de Haguenau, Bischwiller, Bouxviller, Brumath, Fort Louis, Hochfelden, Marmoutiers, Saverne et Truchtersheim.